# Live-act
Live-act is een term die veelvuldig wordt gebruikt in de housescene, je hebt echter live-acts en live-acts. Het verschil is dat de ene artiest de nadruk legt op het live maken van muziek, en de andere artiest zich op de show richt, en er een act van maakt.

## Performance
Bij een live-performance wordt er daadwerkelijk live housemuziek bewerkt, door synthesizers, drumcomputers, sequencers en geluidseffecten als bijvoorbeeld reverb, delay, flanger en distortion te gebruiken. Dit kan zowel met hardware als software, of een combinatie van beide.
In bijna alle gevallen worden er patterns (muziekschema's / arrangementen) voorgeprogrammeerd in de sequencer, waarbij met andere hardware of software geluiden of effecten worden toegevoegd, zodat het als een geheel klinkt.

## Show
In deze variant vind je artiesten die eigen nummers (al dan niet van tevoren gemixt) afspelen, en op het podium een show neerzetten. De muziek wordt dan niet live gedaan, het zijn studio opnames die worden afgespeeld vanaf bijvoorbeeld een cd, dat-tape, minidisk of zelfs WAV of MP3 (met een laptop).
Tijdens zulke optredens wordt er een show opgevoerd door een of meerdere MC's, al dan niet uitgerust met stadionfakkels of danseressen. Op sommige grote evenementen worden extreem uitgebreide shows gegeven.

## Dj
Niet alle producers treden live op, sommigen houden het bij het mixen van vinyl (dj), en sommige producers treden zelfs helemaal niet op. 
Een vuistregel is dan ook: een dj hoeft niet per definitie muziek te produceren, en een producer hoeft niet per se op te treden.